# MM35PE EL
MM35PE EL bezeichnet einen Schiffstyp von Doppelendfähren der norwegischen Reederei Boreal Sjø.

## Geschichte
Die Schiffe wurden 2020 bestellt und auf der türkischen Werft Sefine Shipyard in Altınova gebaut. Die erste von fünf Fähren wurde im Januar 2022 in Dienst gestellt. Die weiteren folgten im Verlaufe des Jahres. Die Fähren verkehren zwischen Oslo und den der Stadt vorgelagerten Inseln im Norden des Oslofjords und ersetzen hier ältere Fähren.
Der Entwurf stammte vom norwegischen Schiffsarchitekturbüro Multi Maritime in Førde.

## Beschreibung
Die Schiffe sind mit hybriden Antriebssystemen ausgestattet. Sie werden im Normalbetrieb vollelektrisch durch zwei Schottel-Propellergondeln mit jeweils 250 kW Leistung angetrieben, von denen sich jeweils eine an den beiden Enden der Fähren befindet. Für die Stromversorgung stehen Akkumulatoren mit 1017 kWh zur Verfügung. Die Akkumulatoren werden am Anleger in Oslo geladen.
Die Schiffe sind mit zwei von Volvo-Penta-Dieselmotoren des Typs D13 angetriebenen Generatoren ausgestattet, die bei Ausfall der Stromversorgung durch die Akkumulatoren den Strom für die Antriebsmotoren und den Bordbetrieb bereitstellen können. Die Dieselmotoren können mit Biodiesel betrieben werden.
Rumpf und Aufbauten sind aus Aluminium gefertigt. Der Rumpf der Fähren ist eisverstärkt.
Die Fähren sind von beiden Enden aus über Rampen zugänglich. An Bord befinden sich zwei Aufenthaltsräume für die Passagiere sowie zwei Sonnendecks. Das Steuerhaus ist mittig auf die Decksaufbauten aufgesetzt.

## Schiffe
| MM35PE EL     | MM35PE EL | MM35PE EL  | MM35PE EL                                       |
| Bauname       | Baunummer | IMO-Nummer | Kiellegung Stapellauf Ablieferung               |
| ------------- | --------- | ---------- | ----------------------------------------------- |
| Oslofjord I   | 46        | 9914448    | 15. Januar 2021 10. Juni 2021 24. November 2021 |
| Oslofjord II  | 47        | 9914450    | 1. Februar 2021 10. Juni 2021 4. Februar 2022   |
| Oslofjord III | 48        | 9914462    | 14. April 2021 21. September 2021 15. März 2022 |
| Oslofjord IV  | 49        | 9914474    | 24. Mai 2021 6. Januar 2022 20. April 2022      |
| Oslofjord V   | 50        | 9914618    | 13. August 2021 6. Januar 2022 30. Mai 2022     |

Die Schiffe fahren unter der Flagge Norwegens. Heimathafen ist Hammerfest.